# Månghussystem
Ett månghussystem innebär att en gård består av ett stort antal mindre byggnader, var och en med sin funktion. Gårdar av denna typ finns bevarade i större mängd bland annat i Dalarna. I senare tid ersattes ofta månghussystemet med större ekonomibyggnader och bostadshus, som rymmer många funktioner. Månghussystemet är ofta kopplat till knuttimmer som byggmaterial. Exempel på byggnader som brukar ingå i gårdar med bevarat månghussystem är: 
- Stuga: Enkelstuga, Parstuga. I äldre tid, och vissa ålderdomliga fäbodar: Eldhus och i finnbygderna: Pörte)
- Stall
- Fähus
- Härbre
- Trösklada
- Brygghus
- Vedbod
- Donlider
- Smedja
- Lador (vanligen flera, ofta långt från gården)